# Xã Oswayo, Quận Potter, Pennsylvania
Xã Oswayo (tiếng Anh: Oswayo Township) là một xã thuộc quận Potter, tiểu bang Pennsylvania, Hoa Kỳ. Năm 2010, dân số của xã này là 278 người.